# Sofia Vassilieva
Sofia Vladimirovna Vassilieva (Minneapolis, Minnesota, 22 de outubro de 1992) é uma atriz norte-americana descendente de russos, mais conhecida por interpretar Ariel Dubois na série  de televisão Medium.

## Biografia
Sofia nasceu em Minneapolis, Minnesota; filha única de imigrantes russos: da doutora Larissa Vassilieva, uma bióloga, e do físico Vladimir Vassiliev, ambos de Novosibirsk. Ela estudou e se formou na Barbizon Modeling and Acting School, no Arizona.
Sofia fez o papel como "Eloise" na série de filmes de mesmo nome, baseada em um popular livro infantil. Ficou mais conhecida pelo papel de "Ariel Dubois", no seriado Medium.
Sofia nasceu nos Estados Unidos, e fala fluentemente russo e francês, e viaja pelo mundo. Com seis anos de idade, já tinha morado em quatro países e conhecido metade dos Estados Unidos, incluindo o Hawaii.
Quando tinha três anos, seus pais a encorajaram a fazer aulas de ballet, piano e música. O talento para atuação de Sofia foi descoberto quando ela ganhou o título de Melhor Atriz Infantil em um concurso de jovens talentos em 2000.
Um ano depois, fez uma participação especial na série The Agency. Depois trabalhou no filme The Brady Bunch in the White House com Shelly Long e também no longa Inhabited com Malcolm McDowell. 
Em 2009 atuou em My Sister's Keeper (no Brasil, Uma Prova de Amor; em Portugal, Para a Minha Irmã), um filme de drama estadunidense, dirigido por Nick Cassavetes e que contava com a participação de Cameron Diaz, Abigail Breslin e Alec Baldwin. 

## Filmografia
| Filmes      | Filmes                              | Filmes          | Filmes                                                        |
| Ano         | Título                              | Papel           | Notas                                                         |
| ----------- | ----------------------------------- | --------------- | ------------------------------------------------------------- |
| 2002        | The Brady Bunch in the White House  | Cindy Brady     | Para TV                                                       |
| 2003        | Eloise no Plaza                     | Eloise          | Para TV                                                       |
| 2003        | Inhabited                           | Gina Russell    |                                                               |
| 2003        | O Natal de Eloise                   | Eloise          | Para TV                                                       |
| 2007        | Day Zero                            | Mara            |                                                               |
| 2008        | Medium Season 4: Joe's Crayon Dream | Ariel Dubois    |                                                               |
| 2009        | Uma Prova de Amor                   | Kate Fitzgerald |                                                               |
| 2009        | Hurt                                | Sarah Parsons   |                                                               |
| 2010        | Stand Up to Cancer                  | Ela mesma       | Telethon                                                      |
| 2013        | Call Me Crazy: A Five Film          | Allison         | Para TV, papel: "Allison"                                     |
| Televisão   |                                     |                 |                                                               |
| Ano         | Título                              | Papel           | Notas                                                         |
| 1993        | Hollywood Beat                      |                 | Episódio desconhecido                                         |
| 2001        | The Agency                          | Elena           | "Deadline" (temporada 1, episódio 10)                         |
| 2005 / 2010 | Medium                              | Ariel Dubois    | 108 episódios                                                 |
| 2011        | Law & Order: Special Victims Unit   | Sarah Walsh     | "True Believers" (temporada 13, episódio 6)                   |
| 2015        | Stalker                             | Dierdre         | 1 episódio                                                    |
| 2016        | Lucifer                             | Debra McCall    | "The Would-Be Prince of Darkness" (temporada 01, episódio 03) |
| 2016        | Notorious                           | Jenna           | 1 episódio                                                    |
| 2017        | Training Day                        | Chelsea Brown   | 1 episódio                                                    |
| 2017        | Criminal Minds: Beyond Borders      | Roxy Bental     | 1 episódio                                                    |

## Prêmios e Indicações
| Prêmios | Prêmios   | Prêmios             | Prêmios                                                                          | Prêmios           |
| Ano     | Resultado | Premiação           | Categoria                                                                        | Título            |
| ------- | --------- | ------------------- | -------------------------------------------------------------------------------- | ----------------- |
| 2004    | Indicada  | Young Artist Awards | Melhor Performance em Filme de TV, Minisérie ou Especial - Atriz Jovem Principal | O Natal de Eloise |
| 2006    | Venceu    | Young Artist Awards | Melhor Performance em Série de TV (Drama) - Atriz Jovem Coadjuvante              | Medium            |
| 2010    | Venceu    | Young Artist Awards | Melhor Performance em um Longa-Metragem - Atriz Jovem Coadjuvante                | Uma prova de amor |